# Dvorec Pogance
Dvorec Pogance (nemško Poganitz) je stal v južnem delu občine Novo mesto.

## Zgodovina
Ime dvorca naj bi izviralo iz staroslovenskega jezika pogonik, pogonc, kar pomeni nadzornik delavcev. Prvotno poslopje je pozidal Jernej Mindorfer pred letom 1472. Po propadu gradu Mehovo so dvorec Pogance povečali in obnovili z uporabo Mehovskega kamenja. Leta 1547 je dvorec kupil baron Janez Lenkovič. Kasneje ga je pridobil Krištof Gusič, še pred letom 1634 pa ga je imel Rudolf Paradeiser. Od njega ga je kupil sorodnik po ženini strani  Benvenut Sigismund Petač (Petazzi). Zaradi finančnih težav rodbine Petač je bil leta 1791 na dražbi prodan Francu Ksaverju pl. Langerju. Ob koncu 19. stoletja ga je nekaj časa posedoval dr. Konrad Bertsche, in nato spet Langerji. 

Na dvorcu je bil leta 1883 rojen partizanski polkovnik Miroslav Pekarek – Bradač. Leta 1942 so ga izropali belogardisti in nato so ga naslednjega leta 1943 požgali partizani.